# Myiotheretes
Myiotheretes é um género de ave da família Tyrannidae.

## Espécies
Este género contém as seguintes espécies:
- Myiotheretes fumigatus
- Myiotheretes fuscorufus
- Myiotheretes pernix
- Myiotheretes striaticollis